# Koeleria vurilochensis
Koeleria vurilochensis är en gräsart som beskrevs av Calderon och Elisa G. Nicora. Koeleria vurilochensis ingår i släktet tofsäxingar, och familjen gräs. Inga underarter finns listade i Catalogue of Life.